# 도서관체
도서관체는 국립중앙도서관에서 제공하는 글씨체이다.